# Пиратство в Карибском море

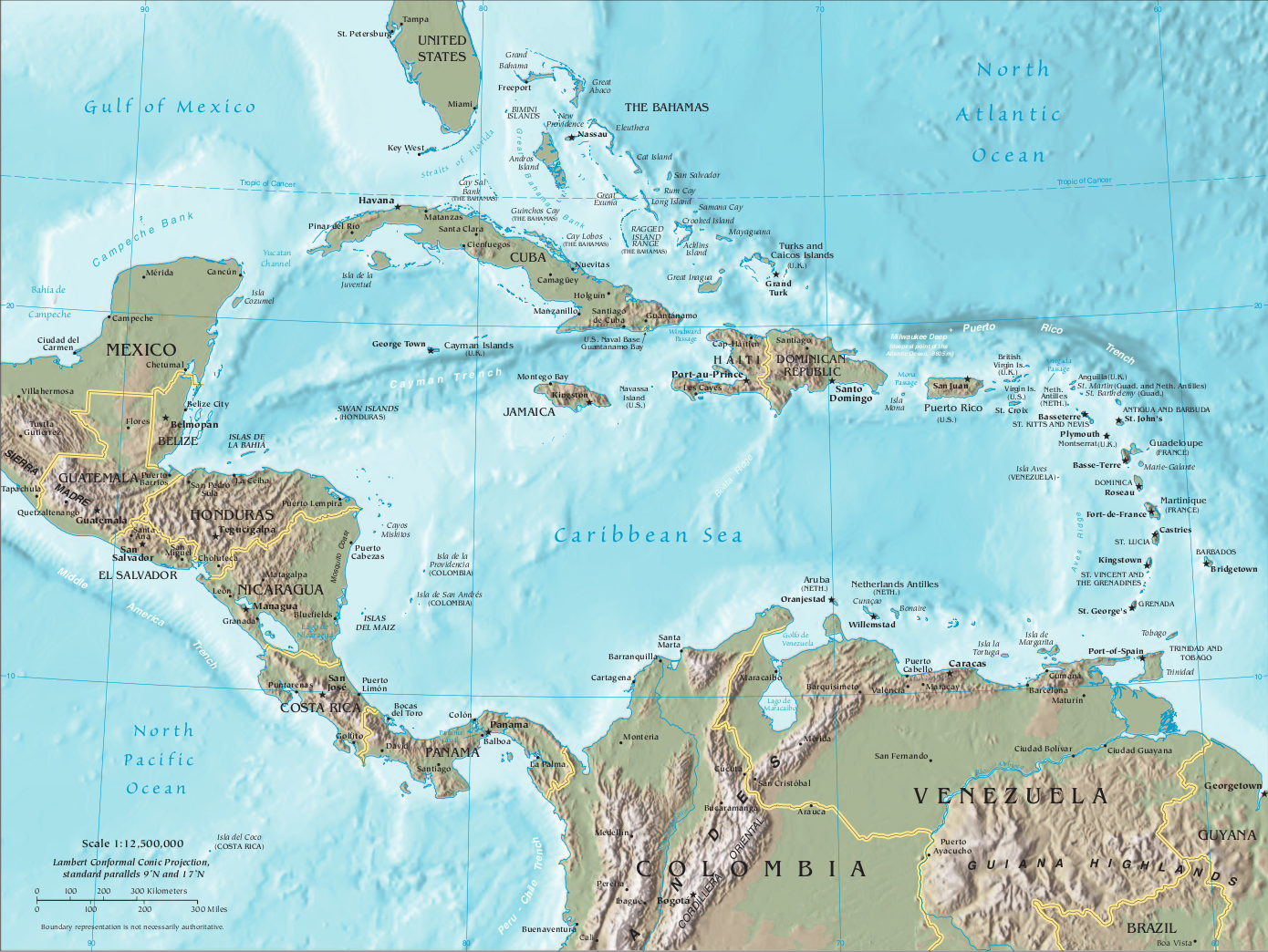
Карта Карибского моря

Эра пиратов Карибского моря — специфическое явление перераспределения сокровищ, наличных денег и товаров между участниками колонизации Америки в эпоху так называемого первоначального накопления капитала, — началась на рубеже XVI—XVII веков и завершилась в 1720-х годах после усиления борьбы флотов западноевропейских наций с пиратами.
Наиболее распространёнными формами морского разбоя в Карибском море были пиратство (в узком смысле), каперство (корсарство), флибустьерство и рейдерство. Карибское пиратство (в широком смысле) оказывало серьёзное воздействие на социально-экономическую и политическую ситуацию в Вест-Индии на протяжении нескольких столетий и, с одной стороны, способствовало разорению навигации, сельского хозяйства, ремесла и торговли одних участников колониального освоения Америки, а с другой стороны, приносило немалые выгоды  тем, кто участвовал в грабительских предприятиях непосредственно или в роли покровителей и инвесторов.

## История

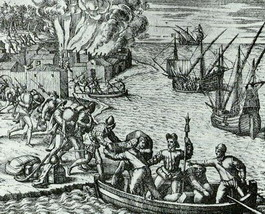
Жак де Сор грабит и сжигает Гавану

Первыми в Карибском море появились французские пираты, наиболее известный из которых, Франсуа Леклерк нападал не только на суда, но и на города. В 1554 году его помощник Жак де Сор разграбил город Сантьяго-де-Куба, а в следующем году захватил и сжёг Гавану.
Около 1625 года французские каперы, грабившие испанские поселения и испанские суда на Карибском море, овладели островом Сент-Кристофер и образовали нечто вроде самостоятельного разбойничьего государства, находившегося под покровительством как Франции, так и Англии, которые видели в нем полезного союзника в борьбе с Испанией. Сюда сходились всего более французы, но также англичане, голландцы и другие; главной связью между его членами была страсть к приключениям, жажда наживы и ненависть к Испании.
В 1628 году нидерландский капер Пит Хайн напал на испанский флот, который вёз сокровища из испанских колоний в Америке, и захватил испанские суда и огромную добычу.
Каперы, которых называли флибустьерами, занимались отважными морскими грабежами, но в промежутки между ними возделывали плантации. В 1630 году они захватили небольшой островок Тортугу близ Гаити, с которого скоро были изгнаны, и значительную часть острова Гаити (принадлежавшего испанцам), откуда они совершали свои набеги. Сначала на Тортуге, а затем в городе Порт-Ройал на острове Ямайка существовало так называемое «Береговое братство», объединение капитанов с каперскими свидетельствами.
Дальнейшая история карибских флибустьеров может быть разделена на три периода. Первый, до 1671 года — период роста. Правительства (французское и английское) нисколько не мешали деятельности флибустьеров, даже покровительствовали ей; нередко наиболее прославившиеся флибустьеры получали назначения на губернаторские и иные высокие посты во французских колониях, a английские короли охотно жаловали им почетные титулы; в их внутреннее, чисто республиканское управление никто не вмешивался. В 1655 году флибустьеры утвердились ненадолго даже на американском материке.
В 1671 году флибустьеры под начальством Моргана (англичанина) завоевали город Панаму. С этого времени начинается второй период (1671—85 годы) истории флибустьеров, апогей их силы. Завоевание Панамы дало им возможность укрепиться на западном берегу Америки и распространить свои действия на тихоокеанское побережье Америки от Калифорнии до Чили. В это время их чёрный флаг с мертвой головой наводил ужас не только на испанские торговые корабли, плававшие у берегов Америки, но и на корабли других наций, даже на военные суда. В 1683 году флибустьеры под командой голландца Ван Горна разграбили Веракрус, в 1684 году — несколько городов в Перу; в то же время группа флибустьеров под начальством француза Грамона произвела значительные опустошения в Мексике.
Приблизительно с 1685 года начинается третий и последний период в истории флибустьеров — период довольно быстрого упадка. Он объясняется отчасти тем, что флибустьеры начали делаться неудобными не только для испанцев, но и для французов и англичан; политическое значение их стало стушёвываться их чисто разбойничьим характером, вследствие чего правительства, прежде покровительствовавшие им, начали относиться к ним враждебно. Содействовала этому и война между Францией и Англией, вызвавшая раздоры в среде самих флибустьеров. Последнее крупное их предприятие была попытка разграбить Картахену в 1697 году. В числе 1200 человек они взяли этот город, но подверглись нападению со стороны англо-голландского флота и после жестокого кровопролития были рассеяны. Затем они были не раз разбиты в других местах и к началу XVIII века совсем исчезли. Их поселения на Гаити вошли в состав французской колонии Сан-Доминго.
В 1706 году на Багамских островах была основана неформальная Республика Пиратов. Там обосновалось около 20 пиратских команд, в том числе и отряд Чёрной Бороды. Деятельность этих пиратов сеяла хаос среди судоходства и торговли на Карибских островах, пока британский моряк Вудс Роджерс в 1718 году не прибыл в Нассау с королевским помилованием и не восстановил там британский контроль.

Флаг пирата XVIII века Джека Рэкхема

## Знаменитые карибские пираты

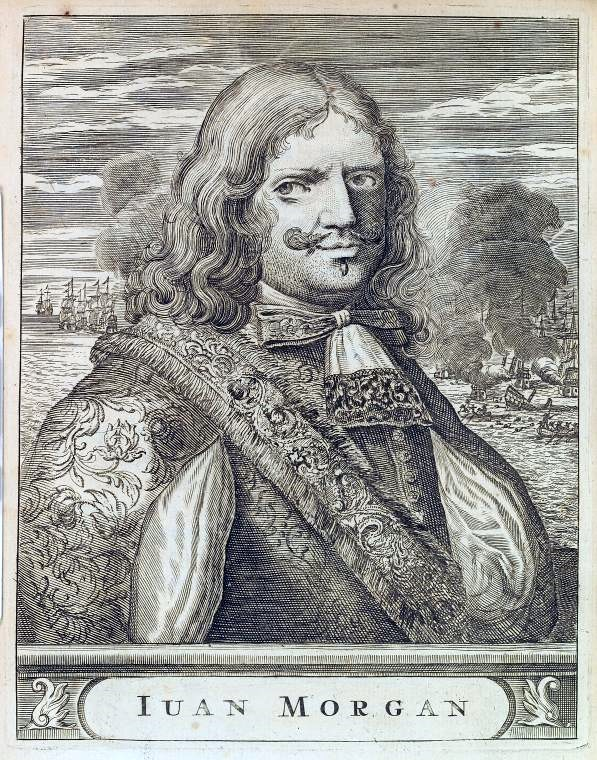
Генри Морган

- Генри Морган (англ. Henry Morgan; 1635 — 25 августа 1688) — английский мореплаватель, пират, известный под кличкой Жестокий, позже вице-губернатор на острове Ямайка, активно проводивший английскую колониальную политику.
- Эдвард Тич (англ. Edward Teach) по прозвищу Чёрная Борода (англ. Blackbeard) — английский пират, действовавший в районе Карибского моря в 1716—1718 годах.
- Бартоломью Робертс (англ. Bartholomew/Bart Roberts) — английский пират, родился 17 мая 1682 года, настоящие имя Джон Робертс, также известен как Чёрный Барт. Один из самых известных пиратов за всю историю пиратства.
- Амаро Парго (англ. Amaro Pargo) — Испанский капер, который часто торговал в Карибском бассейне, грабя корабли вражеских держав испанской короны. Амаро Парго десять лет жил на Карибах, в частности на острове Куба, где у него были потомки.

## Пиратство в Карибском море в искусстве

### В литературе
Пиратство Карибского моря как благородный разбой нашло отражение во многих романах конца XIX — начала XX века. В подобном стиле нравы и обычаи морских разбойников описал Рафаэль Сабатини в своём произведении «Одиссея капитана Блада». Так же известен роман Висенте Рива Паласио "Пираты Мексиканского залива".

### В кино
На тему пиратства в Карибском море было снято несколько фильмов, таких как «Пираты Карибского моря» (фильм пронизан экранизированными мифами и легендами) и экранизация книги о капитане Бладе. Также был снят сериал «Чёрные паруса», повествующий историю о капитане Флинте.

### В играх
Российскими разработчиками, начиная с 2000 года, была выпущена популярная линейка игр «Корсары». Более ранней и не менее известной и популярной игрой являются «Морские легенды», 1996 г.
Игра «Assassin's Creed IV: Black Flag» посвящена периоду пиратства в Карибском море.
Игра «Sid Meier's Pirates!»

### Статьи
- Губарев В. К. Компания острова Провиденс и англо-испанское соперничество в Вест-Индии в 1630—1644 гг. // Наукові праці Донецького національного технічного університету. Серія «Гуманітарні науки». — 2005. — Вип. 86. — С. 73-80.
- Barbour, Violet. Privateers and Pirates of the West Indies // The American Historical Review : журнал. — American Historical Association. — Т. 16, № 3. — С. 529-566. — JSTOR 1834836.

### Книги
- Архенгольц Ф. [Иоганн Вильгельм]. История морских разбойников Средиземного моря и океана. — М.: Новелла, 1991. — 368 с.
- Баландин Р. К. Знаменитые морские разбойники. От викингов до пиратов. — М.: Вече, 2012. — 352 с.
- Белоусов Р. С. Под черным флагом: Исторические очерки. — М.: Олимп; АСТ, 1996. — 432 с.
- Белоусов Р. С. Тайны знаменитых пиратов, или Сундук мертвеца. — М.: Рипол классик, 2004. — 352 с.
- Блон Жорж. Флибустьерское море. — М.: Мысль, 1985. — 350 с.
- Воробьев Б. Т. Под флагом смерти. — М.: Современник, 1997. — 192 с.
- Глаголева Е. В. Повседневная жизнь пиратов и корсаров Атлантики от Фрэнсиса Дрейка до Генри Моргана. — М.: Молодая Гвардия, 2010. — 416 с.: ил.
- Гребельский П. Х. Пираты. Иллюстрированная история морского разбоя. — Л.: СПЦ СТАР, 1992. — 128 стр.: ил.
- Григорян В. Л., Дмитриев В. И. Пиратство, разбой и терроризм на море. — М.: Академкнига, 2004. — 224 с.
- Гросс П. А. Хроника морского разбоя: пираты, корсары, флибустеры. — М.: Майор; А.И. Осипенко, 2009. — 176 с.
- Губарев В. К. Пираты Карибского моря. Жизнь знаменитых капитанов. — М.: Эксмо, 2009. — 416 с.: ил.
- Губарев В. К. Флибустьеры Ямайки: эпоха великих походов. — М.: Вече, 2011. — 384 с.
- Губарев В. К. Пираты острова Тортуга. — М.: Вече, 2011. — 384 с.
- Губарев В. К. Лихое братство Тортуги и Ямайки. — М.: Вече, 2012. — 372 с.
- Гусев И. Е. Пираты. Полная история морских разбоев. — Минск: Харвест, 2010. — 256 с.: ил.
- Дефо Даниэль. Всеобщая история пиратства/Пер. А.Д. Степанова. — СПб.: Азбука; Азбука–Аттикус, 2014. — 288 с.
- Джонсон Чарльз. История знаменитых морских разбойников XVIII века/Пер. А.К. Ефремова. — М.: Эксмо-Пресс, 2009. — 592 с.: ил.
- Дю Гард Пич, Хамфрис Франк. Пираты, индейцы, ковбои. — М.: Руссико, 1995. — 160 с.: ил.
- Карпентер Джон Рив. Пираты: бич морей. — М.: Ниола–Пресс, 2008. — 208 с.: ил.
- Констам Энгус. Пираты. Буканьеры, флибустьеры, приватиры XVII–XIX вв. — М.: Эксмо, 2008. — 240 с.: ил.
- Копелев Д. Н. Золотая эпоха морского разбоя (пираты, флибустьеры, корсары). — М.: Остожье, 1997. — 496 с.
- Копелев Д. Н. Раздел Океана в XVI―XVIII веках: Истоки и эволюция пиратства. — СПб.: КРИГА, 2013. — 736 с.
- Крицлер Эдвард. Еврейские пираты Карибского моря. — М.: Текст, 2011. — 348 с.
- Люис Бренда Райф. Пиратский кодекс: от знаменитых разбойников прошлого до последних отщепенцев наших дней. — М.: АСТ; Астрель, 2010. — 192 с.: ил.
- Малов В. И. Тайны знаменитых пиратов. — М.: Оникс, 2008. — 256 с.: ил.
- Маховский Яцек. История морского пиратства. — М.: Наука, 1972. — 288 с.
- Мерьен Жан. Энциклопедия пиратства. — М.: ТЕРРА–Книжный клуб, 1999. — 496 с.
- Можейко Игорь. Пираты, корсары, рейдеры.  — М.:Главная редакция восточной литературы издательства "Наука", 1991.— 349 с.: ил.
- Непомнящий Н. Н. Пиастры, пиастры, пиастры... Исторические очерки. — М.: АСТ, Олимп, 1996. — 448 с.
- Нойкирхен Xайнц. Пираты: Морской разбой на всех морях. — М.: Прогресс, 1980. — 352 с.
- Перье Николя. Пираты. Всемирная энциклопедия. — М.: Гелеос, 2008. — 256 с.: ил.
- Рябцев Г. И. Пираты и разбойники. Флибустьеры, корсары, каперы и буканьеры. — Минск: Литература, 1996. — 608 с.
- Рогожинский Жан. Энциклопедия пиратов. — М.: Вече, 1998. — 679 с.
- Сидорченко В. Ф. Морское пиратство. — СПб.: Изд-во Санкт-Петерб. ун-та, 2004.    — 400 с.
- Снисаренко А. Б. Джентльмены удачи. Адмиралы чужих морей. — СПб.: Судостроение, 1997. — 496 с.
- Ципоруха М. И. Под черным флагом. Хроники пиратства и корсарства. — М.: НЦ ЭНАС, 2009. — 384 с.
- Чумаков С. История пиратства от античности до наших дней. — М.: Издательский Дом «Техника – молодежи», 2001. — 144 с.: ил.
- Эксквемелин А. О. Пираты Америки. — М.: Мысль, 1968. — 230 с.
- Элмс Чарльз. Пираты. Рассказы о знаменитых морских разбойниках. — М.: Центрполиграф, 2015. — 445 с.
- Яковлев П. Флибустьеры. — М.: Белый город, 1996. — 64 с.: ил.
- Burney, James. History of the buccaneers of America (англ.). — London, New York: Unit Library, Limited, 1902. — 296 p.
- Lives and voyages of Drake, Cavendish, and Dampier; including an introductory view of the Earlier earlier discoveries in the South sea, and the history of the bucaniers (англ.). — New York: J. & J. Harper, 1832. — 208 p.
- Russel, Francis Hart. Admirals of Caribbean (англ.). — Boston, New York: Houghton Mifflin company, 1922. — 208 p.